# Jacob Bernoulli
Jacob Bernoulli (též Jacques, Jakob či Jakub; někdy též s číslovkou I.) (6. ledna 1655 Basilej – 16. srpna 1705 Basilej) byl švýcarský matematik a fyzik. Zajímal se o zákonitosti křivek či mocninné řady a významně přispěl k rozvoji teorie pravděpodobnosti (Binomické rozdělení), variačního počtu. Spolu s bratrem Johannem Bernoullim učinili rozhodující objevy v rozvíjející se matematické analýze.

## Život
Narodil se v Basileji v rodině belgického obchodníka Mikuláše a jeho manželky Markéty Schönauerové. Vystudoval filosofii a teologii na místní univerzitě. Studia ukončil v roce 1671 a o šest let později dosáhl licenciátu v teologii. Proti otcově vůli se zabýval především matematikou, fyzikou a astronomií. Ke studiu využíval i dobu, po kterou působil jako vychovatel v Ženevě a Paříži. Při svých cestách po dnešní Anglii, Francii nebo Německu v letech 1681 až 1682 se seznámil nejen s kartézskou matematikou, ale i s dalšími učenci – Janem Huddem, Robertem Boylem či Robertem Hookem. Od roku 1683 přednášel experimentální fyziku v Basileji a věnoval se studiu matematiky, jíž se stal roku 1687 taktéž v Basileji profesorem. Tuto pozici zastával až do své smrti. V roce 1699 se stal členem Francouzské akademie věd a o dva roky později Pruské akademie věd.
Jacob Bernoulli měl pět dcer a tři syny. Na rozdíl od dětí jeho bratrů Johanna a Nicolause se žádné z Jacobových dětí nestalo později známým matematikem či fyzikem. Zemřel 16. srpna 1705 v Basileji. Na počest Jacoba a jeho bratra Johanna byl pojmenován měsíční kráter Bernoulli.

## Vědecká práce

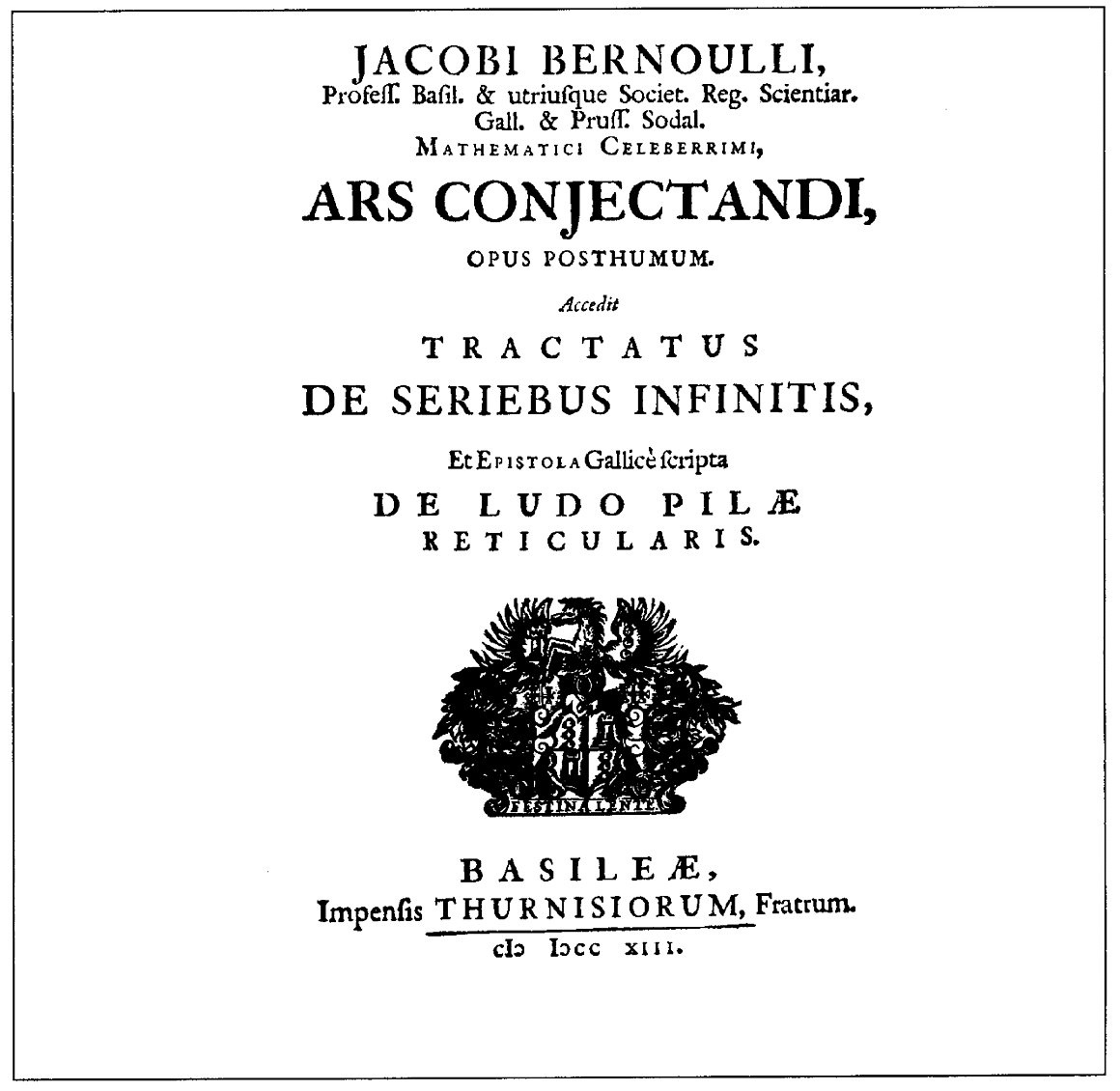
Bernoulliho dílo Ars Conjectandi

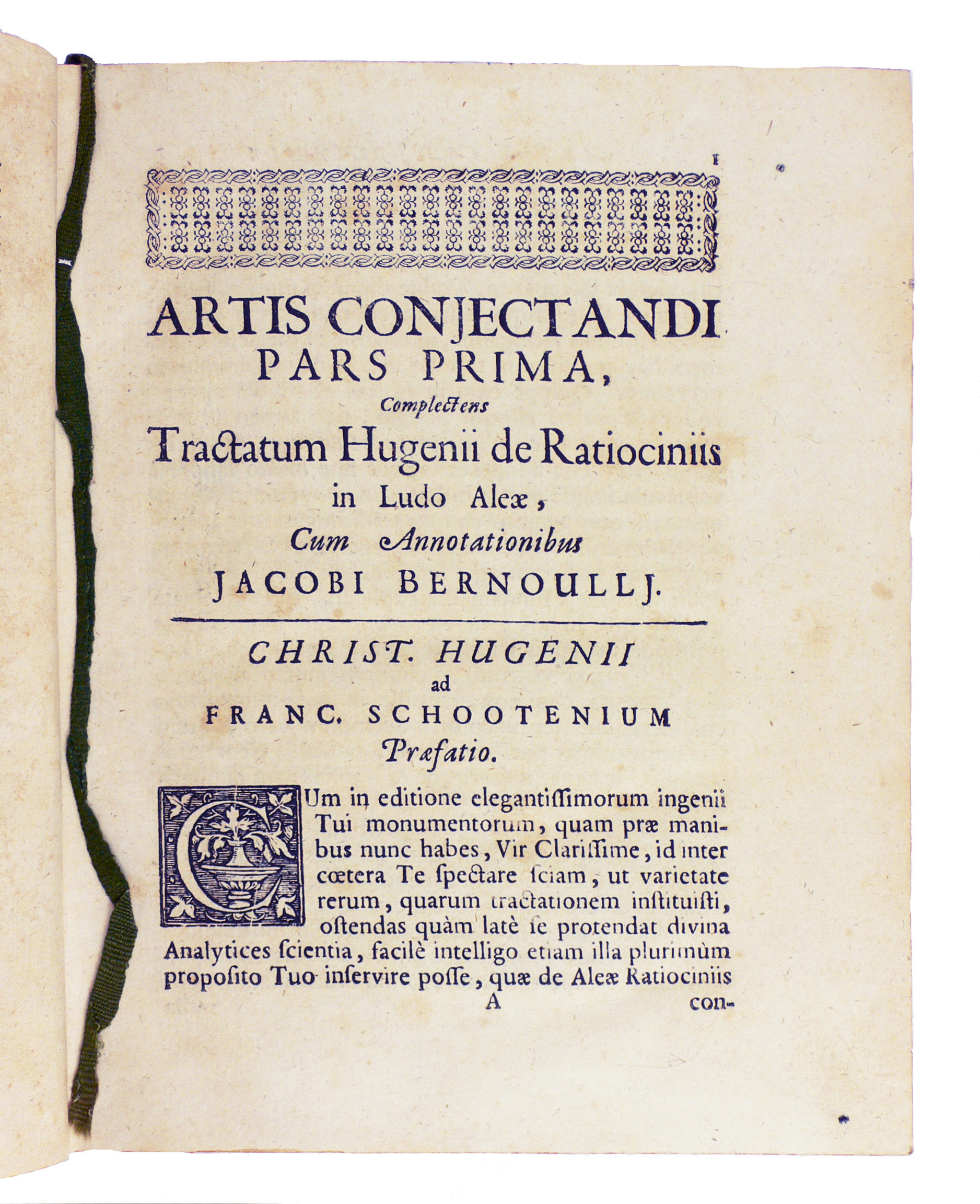
Ars conjectandi, 1713 (Milano, Fondazione Mansutti)

Jacobova vědecká práce byla přínosná v mnoha oblastech. Podílel se na rozvoji teorie pravděpodobnosti a kombinatoriky, ve které se dodnes používá právě jeho a Leibnizova terminologie. Část jeho poznatků se zachovala v jeho nedokončeném díle Ars conjectandi (Umění předpokládat). Dílo bylo vydáno roku 1713 – osm let po jeho smrti. V tomto díle se již objevuje např. zákon velkých čísel, čísla později nazvána jako Bernoulliho či dokazování pomocí matematické indukce. Jacob se taktéž zabýval teorií řad, v které dosáhl některých významných výsledků. Své poznatky poté aplikoval k výpočtům délek křivek a velikostí obsahů. Taktéž se podílel na řešení fyzikálních problémů týkajících se pohybu těles v gravitačním poli pomocí tehdy velmi mladého oboru – infinitezimálního počtu, ke kterému Jacob také přispěl cennými výsledky. Na popud Leibnize publikoval v roce 1696 tzv. izoperimetrický problém. Jeho řešení poté podal Jacobův bratr Johann Bernoulli – ovšem dopustil se chyby. Jacob sám problém po namáhavém úsilí vyřešil, což vedlo k položení základů variačního počtu, který byl výrazněji rozvinut o půlstoletí později Leonhardem Eulerem. Jacob často vedl s bratrem Johannem ve vědeckých kruzích ostré odborné spory.

 
Nutnost matematiky k popisování přírodních jevů vyjádřil mimo jiné slovy: 
| „ | Chceme-li mít z přírodních pozorování nějaký užitek, musíme být matematiky. | “ |
| — |                                                                             |   |